# Tillhållarlås

Animation av ett tillhållarlås i funktion.

Ett tillhållarlås, även kallat polislås, är ett lås med spärrar (tillhållare) i form av skivor i låshuset. Tillhållarna påverkas av nyckelns inskärningar. Antalet tillhållare är sju eller nio för byggnadsdörrar, i värdeskåp ofta fler.
I ett tillhållarlås sitter låsenheten i själva låshuset. Ett sådant lås byggs ofta in i dörren som en komplettering, för extra säkerhet.
Genom att det monteras över eller under det befintliga låset benämns ett tillhållarlås ofta i vardagslag som överlås eller underlås (beroende på placering).
Den nyckeldel som påverkar låset (axet) kan vara enkel eller dubbel. Det avgörs av hur tillhållarna är ordnade i låshuset samt på om nyckeln skall påverka låset från båda sidorna av dörren eller från bara den ena.
Ordet tillhållarlås finns noterad i svensk skrift sedan 1939.